# Song Joong-ki
Song Joong-ki (Hangul: 송중기; Daejeon, 19 de setembro de 1985) é um ator sul-coreano que trabalha principalmente na televisão.
Seus prêmios incluem dois Baeksang Arts Awards e dois Blue Dragon Film Awards. Foi incluído na lista Forbes Korea Power Celebrity 40 em 2013, ficando em sétimo lugar e, posteriormente, ocupando o segundo lugar em 2017, oitavo em 2018, e o quarto em 2023. Nomeado como Ator do Ano segundo a Gallup Korea em 2012 e 2017. O reconhecimento nacional e internacional de seus trabalhos o estabeleceu como uma estrela hallyu superior e um dos atores mais bem pagos da Coreia do Sul. 
Obteve sucesso no drama histórico Sungkyunkwan Scandal (2010) e no programa de variedades Running Man (2010–2011) como um dos membros originais do elenco. Desde então, desempenhou um espectro diversificado de papéis nas séries de televisão The Innocent Man (2012), Descendants of the Sun (2016), Arthdal Chronicles (2019), Vincenzo (2021) e Reborn Rich (2022); bem como os sucessos de bilheteria A Werewolf Boy (2012) e The Battleship Island (2017) – ambos na lista de filmes de maior bilheteria na Coreia do Sul.

## Juventude e educação
Song Joong-ki nasceu no distrito de Dong, Daejeon, Coreia do Sul, como filho do meio de três irmãos, e foi criado na periferia rural da cidade. Ele competiu em patinação de velocidade em pista curta e representou sua cidade natal em nível nacional; sua experiência em patinação seria útil para seu papel como patinador da seleção nacional na série de TV Triple. Uma lesão o forçou a desistir do esporte durante seu primeiro ano de ensino médio. Ele se destacou em seus estudos durante todo o ensino médio e marcou 380 pontos em 400 em seu teste de admissão universitária nacional, ganhando admissão na Universidade de Sungkyunkwan. Enquanto estava em Seul se preparando para o teste de entrada, ele foi explorado no metrô por um agente, mas não entrou imediatamente na indústria do entretenimento, pois ele ainda era ambivalente sobre sua carreira, e porque seu pai tinha sido inicialmente contra ele se tornar um ator. Ele continuou a estudar meio período depois de decidir entrar na indústria do entretenimento em tempo integral durante seu terceiro ano de universidade, eventualmente graduando-se em Administração de Empresas (menor em radiodifusão) em 2012.
Song apareceu pela primeira vez em um programa de TV como um concorrente no Quiz Korea da KBS, substituindo um veterano que estava doente. Song acabou ganhando o segundo lugar. Isso chamou a atenção significativa, e ele se tornou um modelo de capa para a revista universitária College.

## Carreira

### 2008–2011: Começos e avanços
Song fez sua estreia como ator no filme de 2008 A Frozen Flower. No ano seguinte, ele apareceu no segmento de troca de casais "Believe in the Moment" do omnibus Five Senses of Eros e continuou a assumir pequenos, mas notáveis papéis em Triple e Will It Snow For Christmas?.
Song também se tornou um apresentador regular do programa de música KBS Music Bank de 2009 a 2010. Em seguida, ele apareceu no drama médico OB & GY de 2010, e na sequência do filme animal Hearty Paws 2.
O papel de fuga de Song veio no drama histórico de fusão Sungkyunkwan Scandal, onde ele desempenhou o papel de um playboy rico e indolente da era Joseon do século XVIII. Apesar das classificações estáveis, mas não espetaculares, o drama tornou-se um sucesso cult e seu "bromance" na tela com um então desconhecido Yoo Ah-in era popular entre os espectadores. Song também se juntou ao elenco do programa de variedades Running Man de 2010 a 2011.
Song mais tarde lançou o livro Beautiful Skin Project, um guia best-seller de saúde e beleza para homens (que foi relançado no Japão em 2013). No final de 2010, ele fez uma turnê de ciclismo por Sydney, que exibiu dois episódios na TV via ELLE, um desdobramento da revista de moda homônima. Além disso, um especial de TV da viagem do ator ao Japão intitulado I'm Real: Song Joong-ki foi ao ar em duas partes no início de 2011. Mais tarde, Song se tornou um MC para o programa de audição da jTBC, Made in U.
Em 2011, Song estrelou como um caloteiro desempregado na comédia romântica Penny Pinchers. Sua atuação foi elogiada pelos críticos, declarando-o um "homem líder carismático e digno de desmaio com uma presença viável".
Song assumiu o papel do jovem rei Sejong em Deep Rooted Tree (2011). Os críticos elogiaram a performance de Song, chamando-a de um retrato de um gênio que "percebe a futilidade do poder no início da vida" e se esconde em seus livros para lidar com o crescimento sob o domínio de seu pai tirânico Taejong.
Mais tarde, ele narrou o documentário Tears of the Antarctic para o programa Tears of the Earth (2012), que se concentra em pressionar questões ambientais no planeta e doou todo o seu salário para caridade. Ele reprisou seu papel como narrador quando a série foi reeditada e lançada nos cinemas como Pengi and Sommi (2012). Mais tarde, ele fez uma turnê chamada Song Joong-ki Asia Fan Meeting Tour – THRILL & LOVE, realizando reuniões com fãs na Tailândia, Cingapura, Taiwan e Coreia do Sul.

### 2012–2015: Principais papéis e alistamento militar
Song descreveu 2012 como um "ano fenomenal" para sua carreira. Ele interpretou o personagem titular do filme de romance de fantasia A Werewolf Boy, que estreou no Festival Internacional de Cinema de Toronto de 2012. Em preparação para seu papel, Song assistiu a documentários sobre a natureza e observou cães vadios nas ruas para aprender como imitar e imitar os movimentos corporais de um animal. Ele também assistiu repetidamente à fantasia romântica de Tim Burton, Edward Mãos de Tesoura, de 1990, ao filme de vampiros de Matt Reeves, Let Me In, de 2010, e Gollum em O Senhor dos Anéis. O filme foi exibido no Festival Internacional de Cinema de Busan, e se tornou o melodrama coreano de maior sucesso de todos os tempos, com mais de 7 milhões de ingressos vendidos.
No mesmo ano, ele assumiu seu primeiro papel principal em um drama na televisão, The Innocent Man. Seu retrato seguro e matizado de um anti-herói recebeu elogios da crítica e do público. O drama atraiu altos índices de audiência, o que, junto com a impressionante bilheteria de A Werewolf Boy, consolidou a imagem de Song na imprensa como o "salvador" do gênero melodrama, tanto na tela grande quanto na pequena. Song ganhou o prêmio Top Excellence (Ator) no 20º Korean Culture and Entertainment Awards, 1st K-Drama Star Awards e no KBS Drama Awards de 2012.
Em fevereiro de 2013, após seu contrato com a agência de entretenimento Sidus HQ expirar, Song anunciou que ele vai se juntar à Blossom Entertainment.
Antes de seu alistamento para seu serviço militar obrigatório, Song realizou uma reunião de fãs em 17 de agosto de 2013. Ele então se alistou em 27 de agosto no 102º acampamento em Chuncheon. Ele serviu em uma unidade de infantaria designada para patrulhar e realizar missões de reconhecimento ao longo da Zona Desmilitarizada da Coreia e foi dispensado em 26 de maio de 2015.

### 2016–presente: Popularidade internacional
Song fez seu retorno às telinhas em Descendants of the Sun ao lado da atriz Song Hye-kyo, interpretando um oficial militar. O drama foi incrivelmente popular na Coreia, com um pico de audiência de 41,6% e na Ásia, onde foi visto 2,5 bilhões de vezes no iQiyi. O drama restabeleceu Song como líder do Hallyu, e ele liderou as pesquisas de popularidade na Ásia.
Song foi nomeado Embaixador Honorário do Turismo Coreano pela Organização de Turismo da Coreia para promover ativamente o turismo coreano em todo o mundo. Ele foi o primeiro ator a ser convidado para o noticiário nacional ao vivo no horário nobre KBS News 9. Ele também foi listado como um dos 100 melhores futuros de líderes da geração, em 34º lugar. Ele se tornou o rosto de mais de 30 marcas somente em 2016 e foi um dos ganhadores do prêmio de "Marca do Ano" da Coreia. Song ganhou o Daesang (ou "Grande Prêmio"), o maior prêmio da televisão, no 30º KBS Drama Awards e no 5º APAN Star Awards, bem como o prêmio de Melhor Ator (TV) no 11º Seoul International Drama Awards e o 29º Korean Producer Awards por sua atuação. Ele então embarcou em uma série de turnês asiáticas com ingressos esgotados, abrangendo 10 cidades diferentes, onde conheceu mais de 60.000 fãs.
Song foi então escalada para o filme de ação de época The Battleship Island (2017). Ele estrela ao lado dos atores So Ji-sub e Hwang Jung-min e interpreta um membro do movimento de independência coreano, que foge para a Ilha Hashima para resgatar um colega.
Song fez seu pequeno retorno às telas no drama de fantasia histórica Arthdal Chronicles, que estreou na TVN em 2019. O drama foi um projeto de reunião com sua coestrela de Descendants of the Sun, Kim Ji-won, que ganhou.
Em janeiro de 2020, Song deixou a Blossom Entertainment e assinou contrato com a History D&C, uma recém-lançada empresa de gerenciamento de talentos e produção de conteúdo fundada pelo ex-executivo da SidusHQ, Hwang Ki-yong.
Em 2021, Song estrelou o filme de ficção científica Space Sweepers ao lado de Kim Tae-ri, dirigido por Jo Sung-hee. O filme foi lançado exclusivamente na Netflix em 5 de fevereiro de 2021. O filme estreou em primeiro lugar na Netflix, dominou as 10 primeiras classificações diárias em 80 países e reuniu mais de 26 milhões de telespectadores durante os primeiros 28 dias de seu lançamento. Ele também está estrelando como o personagem-titular da série Vincenzo, que foi lançada em 20 de fevereiro de 2021 na TVN. Tornou-se o sexto drama de maior audiência na história da tvN após seu final, e é atualmente o nono drama de maior audiência na história da televisão a cabo coreana. A série também foi muito popular na Netflix, ficando em 4º lugar na série coreana mais vista da Forbes na Netflix em 2021.
Song foi então escalada para a série de fantasia de vingança Reborn Rich dirigida por Jeong Dae-Yoon, adaptada do popular web novel de mesmo nome. Estreou na JTBC em novembro de 2022, e Song desempenhou o papel de um funcionário que foi morto por uma família de conglomerado e reencarnou como o membro mais jovem da mesma família. A série se tornou a série de maior audiência exibida em 2022 e o segundo drama de maior audiência na história da televisão a cabo coreana em termos de audiência e número de espectadores, com seu episódio final registrando 26,9% de audiência nacional.
Em 2024, Song interpretou o personagem titular Loh Kiwan, um desertor norte-coreano no drama My Name Is Loh Kiwan ao lado de Choi Sung-eun, escrito e dirigido por Kim Hee-jin, lançado exclusivamente na Netflix em 1º de março de 2024.
Ele deve aparecer no filme de suspense criminal Bogota: City of the Lost ao lado de Lee Hee-joon e Kwon Hae-hyo, que será dirigido por Kim Seong-je.

## Vida pessoal

### Relacionamentos
Em 5 de julho de 2017, Song e a coestrela de Descendants of the Sun, Song Hye-kyo, anunciou por meio de suas respectivas agências que estavam noivos. Eles se casaram em uma cerimônia privada em 31 de outubro de 2017, no Youngbingwan, Hotel Shilla em Seul, em meio ao intenso interesse da mídia em toda a Ásia com sua família e amigos mais próximos. Em 26 de junho de 2019, o casal anunciou o divórcio, que foi finalizado em julho de 2019. Em 26 de dezembro de 2022, foi confirmado que Song estava namorando uma namorada britânica, embora nada mais tenha sido declarado sobre sua identidade.
Em 30 de janeiro de 2023, Song anunciou através de seu fancafe que havia se casado com sua namorada britânica Katy Louise Saunders, uma ex-atriz que já estava grávida de seu primeiro filho. Em 14 de junho de 2023, Saunders deu à luz um filho em um hospital em Roma. Em 8 de julho de 2024, foi noticiado que o casal está esperando o segundo filho.

### Embaixador
Em 2010, Song e Park Shin-hye foram escolhidos como embaixadores de relações públicas para o 17º Festival Internacional de Cinema de Jeonju (JIFF). Em 2011, Song foi escolhido como embaixador do Good-hearted Library Project, campanha de doação de talentos do Standard Chartered que permite ao público participar da produção de audiolivros para deficientes visuais. Em 2013, Song e Ha Ji-won foram nomeados embaixadores honorários do turismo médico pelo Ministério da Saúde e Bem-Estar da Coreia do Sul. Eles apareceram em cidades regionais em nome da Coreia Médica, à medida que promovem uma maior cooperação internacional para a tecnologia médica e o turismo médico positivo. Em 2016, Song foi escolhido como embaixador honorário e modelo promocional do turismo coreano no Ministério da Cultura, Esportes e Turismo da Coreia do Sul. De 2017 a 2021, Song é intitulado embaixador honorário do Aeroporto Internacional de Incheon.

### Filantropia
Song é uma celebridade defensora de crianças com câncer desde 2011. Isso foi conhecido mais tarde no início de março de 2016, por meio do anúncio feito pela Fundação Coreana para Leucemia Infantil (KCLF) em seu blog oficial. Nos últimos 5 anos, mais de 10 crianças receberam tratamento doado secretamente por ele. Segundo a KCLF, ele participou da "Campanha do Laço Amarelo" para aumentar a conscientização sobre o câncer infantil. Além disso, ele deu coroas de arroz em conferências de imprensa e seu salário foi gerado pela narração do documentário Tears of the Antarctic. Isso inspirou seu fã-clube oficial, Ki Aile, a comemorar seus aniversários doando taxas de transplante para ajudar pacientes com leucemia e câncer. Desde então, Song tem feito doações para KCLF todos os anos. Song também participou do empréstimo de sua voz para deficientes visuais.
Em 2015, durante o serviço militar, ele doou 100 milhões de won sul-coreano ao Comitê Coreano da UNICEF para ajudar as crianças e as vítimas do terremoto no Nepal em abril de 2015. Em 2016, Song doou todos os lucros obtidos com a participação no episódio de 13 de maio de Hurry Up, Brother, uma versão chinesa de Running Man, para uma organização de caridade chinesa. Song também doou uma parte de seus lucros do Asian Fan Meeting Tour de 2016 para uma fundação que ajuda as pessoas afetadas pelo terremoto de Sichuan em 2008. Além disso, suas receitas provenientes de encontros de fãs em Seul e na Tailândia foram todas doadas para uma instituição de caridade não identificada. Posteriormente, Song doou 20 milhões de won sul-coreano para a Casa de Compartilhamento em Gwangju, Gyeonggi, um abrigo para mulheres idosas que foram forçadas a serem mulheres de conforto pelo Exército Imperial Japonês durante a Segunda Guerra Mundial. O ator provavelmente foi influenciado durante as filmagens de seu filme The Battleship Island, um filme de ação de época sobre trabalhadores coreanos sob domínio japonês. Mais tarde, em julho de 2017, seus fãs doaram para o mesmo centro. Em 2019, Song doou 30 milhões de won sul-coreano para as vítimas dos incêndios florestais na província de Gangwon. De 2020 a 2021, Song fez doações para prevenção do coronavírus. Em 2 de agosto de 2021, Song participou da promoção do festival anual de dança Korea International Accessible Dance Festival (KIADA) para pessoas com deficiência durante a quarentena. Em 26 de outubro de 2021, Song recebeu o Prêmio de Comenda Presidencial por suas generosas contribuições ao longo dos anos.

### Endossos
Song endossou acordos em quase todos os setores, como saúde, cosméticos, roupas, alimentos, viagens e turismo, telecomunicações, eletrônicos e varejo. Ele apareceu pela primeira vez em um comercial de televisão do Dunkin' Donuts em maio de 2008. Depois de estrelar o drama Sungkyunkwan Scandal em 2010, Song se tornou o rosto das marcas de moda EZIO e TBJ, da marca de roupas casuais AD HOC com Min Hyo-rin, da marca esportiva Le Coq Sportif com IU, também como alimentos Pizza Etang, uma pizza popular na Coreia do Sul e Ottogi Snack Ramen. No setor digital e de tecnologia, Song foi escolhido para a marca Xbox 360 Kinect por causa de sua imagem "infantil, inocente e saudável" que combina com o novo controle de jogo viva-voz e LG XNote com Shin Min-a em 2011. Song também foi nomeado embaixador oficial dos cuidados com a pele Tony Moly e da polaroid FUJIFILM por dois anos consecutivos. Posteriormente, ele apareceu no anúncio da marca de restaurantes Sonsoo como um cozinheiro prodígio ao lado de Song Seung-heon e Yoon Sang-hyun. Song também foi escolhida como o novo modelo da marca de laticínios Seoul Milk.
Logo depois de estrelar o drama The Innocent Man e o filme A Werewolf Boy em 2012, a Blossom Entertainment informou que Song estava a caminho de se tornar o próximo CF King com 10 contratos de patrocínio em seu currículo. Por dois anos consecutivos, ele foi o principal modelo da marca global de refrigerantes Sprite. De 2013 a 2016, foi endossante da marca de purificadores de água Ruhens. Em fevereiro de 2019, Ruhens selecionou Song como seu endossante novamente.

## Filmografia

### Filmes
| Ano  | Título                             | Papel               | Emissora | Notas |
| ---- | ---------------------------------- | ------------------- | -------- | ----- |
| 2008 | A Frozen Flowers                   | No-Tak              | Viki     |       |
| 2009 | Five Senses of Eros                | Yoo Jae-Hyuk        |          |       |
| 2009 | Where the Truth Lies               | Jo Jong-Pil         | Viki     |       |
| 2010 | Hearty Paws 2                      | Dong-Wook           |          |       |
| 2011 | Penny Pinchers                     | Ji-Woong            |          |       |
| 2012 | The Grand Heist                    | Jung Yak-Yong       |          |       |
| 2012 | A Werewolf Boy                     | Chul-Soo (wolf-boy) |          |       |
| 2017 | The Battleship Island              | Park Moo-Young      |          |       |
| 2021 | Nova Ordem Espacial                | Tae-Ho              |          |       |
| 2023 | Sem Esperança                      | Chi Geon            | Viki     |       |
| 2024 | Meu Nome é Loh Kiwan               | Loh Kiwan           | Netflix  |       |
| 2025 | Bogota: Cidade dos Sonhos Perdidos | Guk-hee             | Netflix  |       |

### Dramas
| Ano  | Título                            | Papel                      | Emissora | Notas |
| ---- | --------------------------------- | -------------------------- | -------- | ----- |
| 2007 | Get Karl! Oh Soo-jung             |                            |          |       |
| 2008 | Love Racing                       |                            |          |       |
| 2008 | My Precious You                   | Jang Jin-ho                |          |       |
| 2009 | Triple                            | Ji Poong-ho                |          |       |
| 2009 | My Fair Lady                      |                            | Viki     |       |
| 2009 | Will It Snow for Christmas?       | Han Ji-yong                | Viki     |       |
| 2010 | Obstetrics and Gynecology Doctors | Ahn Kyung-woo              |          |       |
| 2010 | Sungkyunkwan Scandal              | Gu Yong-ha                 | Viki     |       |
| 2011 | Deep Rooted Tree                  | Yi Do                      |          |       |
| 2012 | The Innocent Man                  | Kang Ma-ru                 | Viki     |       |
| 2016 | Descendants of the Sun            | Yoo Si-jin                 | Viki     |       |
| 2019 | Arthdal Chronicles                | Eunseom/Saya               |          |       |
| 2021 | Vincenzo                          | Vincenzo Cassano           | Netflix  |       |
| 2022 | As Três Irmãs                     | Vendedor de Sapatos        | Netflix  | Ep. 2 |
| 2022 | Renascendo Rico                   | Jin Do-jun / Yoon Hyun-woo | Viki     |       |
| 2024 | Rainha das Lágrimas               | Vincenzo Cassano           | Netflix  | Ep. 8 |